# Storträsket (sjö i Finland, Österbotten, lat 62,32, long 21,38)
Storträsket är en sjö i Finland. Den ligger i kommunen Kristinestad i landskapet Österbotten, i den sydvästra delen av landet, 300 km nordväst om huvudstaden Helsingfors. Storträsket ligger 6,7 meter över havet. Arean är 69,9 hektar och strandlinjen är 5,17 kilometer lång. Sjön  ingår i Bottenhavets kustområde.   I omgivningarna runt Storträsket växer i huvudsak blandskog.